# Batracomorphus ceresensis
Batracomorphus ceresensis är en insektsart som beskrevs av Quartau 1981. Batracomorphus ceresensis ingår i släktet Batracomorphus och familjen dvärgstritar. Inga underarter finns listade i Catalogue of Life.